# 拉法耶特广场 (华盛顿哥伦比亚特区)
拉法耶特广场（英语：Lafayette Square），又譯拉斐特廣場，位于华盛顿哥伦比亚特区，构成总统公园的一部分，占地7英亩（30,000平方米），位于白宫以北。傳說这片地区是為紀念美国独立战争期间支援美国的法国军事领袖拉法耶特侯爵而命名，然而直至1834年左右該空間才被正式稱為“拉法耶特广场 ”。1970年广场和周围建筑列为国家历史地标。
广场上设立五座大型雕塑，位于正中央的是克拉克·米尔斯（Clark Mills）创作的安德鲁·杰克逊总统骑马雕像，树立于1853年。广场四角则于19世纪末至20世纪初，先后树立四座在独立战争期间支援美国的外国军事领袖的雕像，分别是：
- 法国军官、革命家拉法耶特侯爵雕像，广场东南角；
- 法国军官罗尚博伯爵雕像，广场西南角；
- 普鲁士军官冯·斯图本男爵雕像，广场西北角；
- 波兰军官、民族英雄柯斯丘什科雕像，广场东北角。